# 파이어워치
《파이어워치》(영어: Firewatch)는 미국의 게임 개발사 캄포 산토가 개발하고 캄포 산토와 패닉이 배급한 어드벤처 게임이다.

## 평가
파이어워치는 메타크리틱에서 "일반적으로 좋은 평"을 받았다.